# Jiří I. Řecký
Jiří I. Řecký (24. prosince 1845 Kodaň, Dánsko – 18. března 1913 Soluň, Řecko) byl v letech 1863–1913 řecký král z dynastie Glücksburgů, vedlejší linie Oldenburgů.
Byl ustanoven řeckým králem za participace tří velmocí – Anglie, Francie a Ruska po svržení krále Oty I. při vojenském puči a následné občanské válce. Přes počáteční rozpaky se stal populárním a oblíbeným panovníkem.
Byl prvním panovníkem nové řecké královské dynastie. Jeho padesátiletá vláda (nejdelší v moderní historii Řecka) je charakterizována četnými územními zisky a důležitou rolí v mezinárodní politice před první světovou válkou, měl vliv na formování novodobé řecké demokracie zavedením ústavy. Dva týdny před padesátým výročím své intronizace, v průběhu Balkánské války, byl (v Soluni v roce 1913) zavražděn; na rozdíl od jeho dlouhého panování jeho nástupci vládli v obdobích krátkých a nejistých.
Jiří byl druhým synem dánského krále Kristiána IX. a Louisy Hesenské. Když v roce 1862 tehdejší řecký král Ota I. po výbuchu povstání musel opustit Řecko, hledal řecký parlament pro tuto zemi nového panovníka. Nabídku řeckého trůnu odmítla řada princů z evropských panovnických domů, posléze se Řekové obrátili i na syna (v té době budoucího) dánského krále Kristiána IX. – na Viléma, prince von Schleswig-Holstein-Sonderburg-Glücksburg. Ani Vilém, ani jeho otec nejevili zájem, úřadující dánský král Frederik VII. (Vilémův děd) je však přiměl nabídku přijmout (údajně na svého syna hřímal: „Jestli mu to nepřikážeš, tak tě zastřelím!“). Čas ukázal, že šlo o volbu nejen šťastnou pro Viléma, ale především prospěšnou Řecku.
Jiří I. je pradědečkem britského krále Karla III.

## Vláda

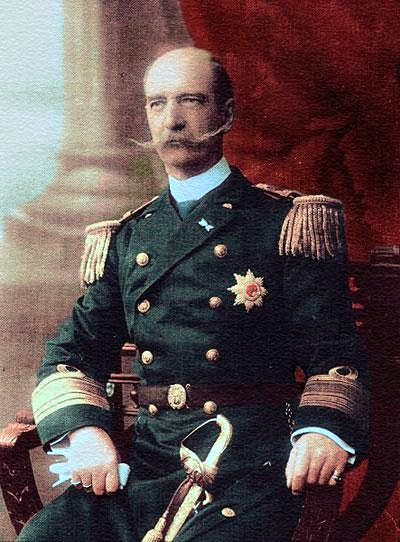
Jiří I. Řecký

V roce 1863 rozpačitý osmnáctiletý princ odjel do Athén, aby se ujal vlády jako Jiří I. (stal se králem dříve nežli jeho otec v Dánsku). Nový král získal skromné království se sto tisíci obyvatel, žijících v nesmírné chudobě. Bída byla tak velká, že se Francie, Anglie a Rusko složily a půjčily mu peníze na držení dvora.
Jiří, jehož heslem bylo „mou silou je láska mého lidu“, se nenechal odradit a vytkl si nemalý cíl: učinit z Řecka vzorové království. Příjemný, charismatický král vedl prostý život v paláci v Athénách. Prostota byla ostatně hlavní životní zásadou krále; který se rád procházel v admirálské uniformě po okolí nebo ulicích hlavního města. Bdělý, ale i klidný panovník často cestoval po Evropě, aby zde hájil zájmy své země. Byl ostatně úzce spřízněn (buď on sám, nebo jeho žena) s většinou vládnoucích evropských dynastií: jeho sestra Alexandra Dánská byla manželkou anglického krále Eduarda VII., sám byl členem dánského panovnického rodu, bratrem dánského krále Frederika VIII., jeho sestra Dagmar byla manželkou ruského cara Alexandra III. (Manžel bývalé britské královny Alžběty II., princ Philip, byl jeho vnukem.) Tyto dobré vztahy s velmocemi, především ovšem s Anglií, mu umožnily dosáhnout významných územních zisků. Například získal kontrolu nad ostrovy v Egejském moři díky zásahu velmocí, podobně v důsledku rusko-turecké války získal oblast Olympu. Dosáhl významných úspěchů i v jiných oblastech, jako např. stavba Korintského průplavu a uspořádání Olympijských her v Athénách roku 1896, které se konaly na nově postaveném stadiónu (olympiáda se vrátila do Athén až o více než sto let později, v roce 2004).
Oč liberálnější byl v řízení státu, o to větší despota byl v rodinném životě – nikdo z rodiny například nesměl opustit Athény bez jeho svolení.

## Manželství a potomci

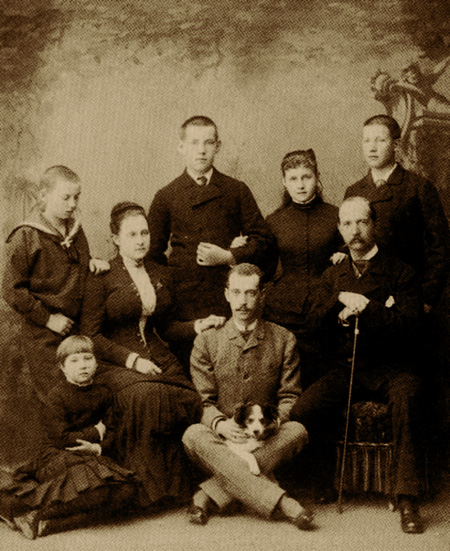
Řecká královská rodina před rokem 1900

Po několika letech mládeneckého života se v roce 1867 oženil s ruskou velkokněžnou Olgou Konstantinovnou Romanovovou (3. září 1851 – 18. července 1926), neteří ruského cara Alexandra III. Pár měl osm dětí:
- Konstantin (2. srpna 1868 – 11. ledna 1923), řecký král v letech 1913–1917 a 1920–1922 ⚭ 1889 princezna Sofie Pruská (1870 – 1932)
- Jiří (24. června 1869 – 25. listopadu 1957), zmocněnec na Krétě ⚭ 1907 Marie Bonapartová (1882 – 1962)
- Alexandra (30. srpna 1870 – 24. září 1891) ⚭ 1889 ruský velkokníže Pavel Alexandrovič (860 – 1919), zavražděn bolševiky
- Mikuláš (22. ledna 1872 – 8. února 1938), ⚭ 1902 velkokněžna Jelena Vladimirovna Ruská (1882 – 1957)
- Marie (3. března 1876 – 14. prosince 1940) ⚭ 
  - 1900 ruský velkokníže Georgij Michajlovič Romanov (1863 – 1919)
  - 1922 Perikles Ioannidis (1881 – 1965)
- Olga (7. dubna 1881 – 2. listopadu 1881)
- Ondřej (2. února 1882 – 3. prosince 1944) ⚭ 1903 princezna Alice z Battenbergu (1885 – 1969), otec Philipa Mountbattena, vévody z Edinburghu (manžela britské královny Alžběty II.)
- Kryštof (10. srpna 1888 – 21. ledna 1940) ⚭ 
  - 1920 Nonie May Stewart (1878 – 1923)
  - 1929 princezna Františka Orleánská (1902 – 1953)

## Atentát a smrt
Ráno dne 18. března 1913 vyšel Jiří z domu svého syna, doprovázen pouze jedním důstojníkem, aby se jako obvykle vrátil pěšky, procházkou do královského paláce. Tam byl postřelen anarchistou Alexandrosem Schinasem. Zemřel dva týdny (12 dní) před padesátým výročí svého nástupu na trůn, v době, kdy se plánoval stáhnout z veřejného života a abdikovat ve prospěch svého syna Konstantina.

## Vývod z předků
|               |                                                               |  |                                 |                                            |  |  |  |  |  |  |  | Karel Antonín Holštýnsko-Becký |
|               |                                                               |  |                                 |                                            |  |  |  |  |  |  |  |                                |
|               | Fridrich Karel Ludvík Šlesvicko-Holštýnsko-Sonderbursko-Becký |  |                                 |                                            |  |  |  |  |  |  |  |                                |
|               |                                                               |  |                                 |                                            |  |  |  |  |  |  |  |                                |
|               |                                                               |  |                                 | Šarlota Frederika z Donína-Leistenau       |  |  |  |  |  |  |  |                                |
|               |                                                               |  |                                 |                                            |  |  |  |  |  |  |  |                                |
|               | Fridrich Vilém Šlesvicko-Holštýnsko-Sonderbursko-Glücksburský |  |                                 |                                            |  |  |  |  |  |  |  |                                |
|               |                                                               |  |                                 |                                            |  |  |  |  |  |  |  |                                |
|               |                                                               |  |                                 | Karel Leopold Schliebenský                 |  |  |  |  |  |  |  |                                |
|               |                                                               |  |                                 |                                            |  |  |  |  |  |  |  |                                |
|               | Frederika Schliebenská                                        |  |                                 |                                            |  |  |  |  |  |  |  |                                |
|               |                                                               |  |                                 |                                            |  |  |  |  |  |  |  |                                |
|               |                                                               |  |                                 | Marie Eleonora Lehndorffská                |  |  |  |  |  |  |  |                                |
|               |                                                               |  |                                 |                                            |  |  |  |  |  |  |  |                                |
|               | Kristián IX. Dánský                                           |  |                                 |                                            |  |  |  |  |  |  |  |                                |
|               |                                                               |  |                                 |                                            |  |  |  |  |  |  |  |                                |
|               |                                                               |  |                                 | Fridrich II. Hesensko-Kasselský            |  |  |  |  |  |  |  |                                |
|               |                                                               |  |                                 |                                            |  |  |  |  |  |  |  |                                |
|               | Karel Hesensko-Kasselský                                      |  |                                 |                                            |  |  |  |  |  |  |  |                                |
|               |                                                               |  |                                 |                                            |  |  |  |  |  |  |  |                                |
|               |                                                               |  |                                 | Marie Hannoverská                          |  |  |  |  |  |  |  |                                |
|               |                                                               |  |                                 |                                            |  |  |  |  |  |  |  |                                |
|               | Luisa Karolína Hesensko-Kasselská                             |  |                                 |                                            |  |  |  |  |  |  |  |                                |
|               |                                                               |  |                                 |                                            |  |  |  |  |  |  |  |                                |
|               |                                                               |  |                                 | Frederik V. Dánský                         |  |  |  |  |  |  |  |                                |
|               |                                                               |  |                                 |                                            |  |  |  |  |  |  |  |                                |
|               | Luisa Dánská a Norská                                         |  |                                 |                                            |  |  |  |  |  |  |  |                                |
|               |                                                               |  |                                 |                                            |  |  |  |  |  |  |  |                                |
|               |                                                               |  |                                 | Luisa Hannoverská                          |  |  |  |  |  |  |  |                                |
|               |                                                               |  |                                 |                                            |  |  |  |  |  |  |  |                                |
| Jiří I. Řecký |                                                               |  |                                 |                                            |  |  |  |  |  |  |  |                                |
|               |                                                               |  |                                 |                                            |  |  |  |  |  |  |  |                                |
|               |                                                               |  | Fridrich II. Hesensko-Kasselský |                                            |  |  |  |  |  |  |  |                                |
|               |                                                               |  |                                 |                                            |  |  |  |  |  |  |  |                                |
|               | Fridrich Hesensko-Kasselský                                   |  |                                 |                                            |  |  |  |  |  |  |  |                                |
|               |                                                               |  |                                 |                                            |  |  |  |  |  |  |  |                                |
|               |                                                               |  |                                 | Marie Hannoverská                          |  |  |  |  |  |  |  |                                |
|               |                                                               |  |                                 |                                            |  |  |  |  |  |  |  |                                |
|               | Vilém Hesensko-Kasselský                                      |  |                                 |                                            |  |  |  |  |  |  |  |                                |
|               |                                                               |  |                                 |                                            |  |  |  |  |  |  |  |                                |
|               |                                                               |  |                                 | Karel Vilém Nasavsko-Usingenský            |  |  |  |  |  |  |  |                                |
|               |                                                               |  |                                 |                                            |  |  |  |  |  |  |  |                                |
|               | Karolina Nasavsko-Usingenská                                  |  |                                 |                                            |  |  |  |  |  |  |  |                                |
|               |                                                               |  |                                 |                                            |  |  |  |  |  |  |  |                                |
|               |                                                               |  |                                 | Karolína Felicitas Leiningensko-Dagsburská |  |  |  |  |  |  |  |                                |
|               |                                                               |  |                                 |                                            |  |  |  |  |  |  |  |                                |
|               | Luisa Hesensko-Kasselská                                      |  |                                 |                                            |  |  |  |  |  |  |  |                                |
|               |                                                               |  |                                 |                                            |  |  |  |  |  |  |  |                                |
|               |                                                               |  |                                 | Frederik V. Dánský                         |  |  |  |  |  |  |  |                                |
|               |                                                               |  |                                 |                                            |  |  |  |  |  |  |  |                                |
|               | Frederik Dánský                                               |  |                                 |                                            |  |  |  |  |  |  |  |                                |
|               |                                                               |  |                                 |                                            |  |  |  |  |  |  |  |                                |
|               |                                                               |  |                                 | Juliana Marie Brunšvická                   |  |  |  |  |  |  |  |                                |
|               |                                                               |  |                                 |                                            |  |  |  |  |  |  |  |                                |
|               | Luisa Šarlota Dánská                                          |  |                                 |                                            |  |  |  |  |  |  |  |                                |
|               |                                                               |  |                                 |                                            |  |  |  |  |  |  |  |                                |
|               |                                                               |  |                                 | Ludvík Meklenbursko-Zvěřínský              |  |  |  |  |  |  |  |                                |
|               |                                                               |  |                                 |                                            |  |  |  |  |  |  |  |                                |
|               | Žofie Frederika Meklenbursko-Zvěřínská                        |  |                                 |                                            |  |  |  |  |  |  |  |                                |
|               |                                                               |  |                                 |                                            |  |  |  |  |  |  |  |                                |
|               |                                                               |  |                                 | Šarlota Žofie Sasko-Kobursko-Saalfeldská   |  |  |  |  |  |  |  |                                |
|               |                                                               |  |                                 |                                            |  |  |  |  |  |  |  |                                |